# Archaeolycorea ferreirai
Genre
Espèce
Archaeolycorea ferreirai est une espèce fossile de lépidoptères appartenant à la famille des Nymphalidae et à la sous-famille des Danainae. Elle est l'unique représentante du genre monotypique Archaeolycorea. 
Elle a vécu au Brésil au cours de l'Oligocène supérieur (Chattien), il y a environ entre 28 et 23 Ma (millions d'années).

## Systématique
Le genre Archaeolycorea et l'espèce Archaeolycorea ferreirai ont été décrits par Rafael Gioia Martins-Neto (d) en 1989,.